# Kościół św. Katarzyny Męczennicy w Poddębicach
Kościół pw. Świętej Katarzyny Męczennicy w Poddębicach – kościół parafialny w archidiecezji łódzkiej, fara, siedziba dekanatu poddębickiego, najważniejszy kościół ziemi poddębickiej. Jego patronką jest św. Katarzyna Aleksandryjska z Egiptu.
Przykład architektury odrodzenia. Stanowi, obok tutejszego pałacu dużą atrakcję turystyczną, a także pielgrzymkową. Jest jednym z najważniejszych obiektów zabytkowych leżących na  Szlaku pieszym im. Marii Konopnickiej,  Szlaku rowerowym „Do gorących źródeł” oraz  Szlaku Po Ziemi Poddębickiej. Tutaj odbywają się najważniejsze uroczystości o charakterze religijno-historyczno-patriotycznym, rocznice, spotkania i przeglądy muzyczne ziemi poddębickiej. Jedną z nich były obchody uroczystości związanych ze setną rocznicą napisania przez Marię Konopnicką „Roty” (2 grudnia 2008). Obchodom patronował prezydent RP Lech Kaczyński.

## Położenie
Zabytek położony jest północnej pierzei poddębickiego rynku – placu Tadeusza Kościuszki, u zbiegu ulicy Jana Kilińskiego (od zachodu) i ulicy Kazimierza Pułaskiego (od wschodu). Od północy teren kościoła okala aleja parkowa. Od strony Placu Tadeusza Kościuszki znajduje się skwer z pomnikiem św. Józefa.
Kościół usytuowany jest w centrum miasta, na najwyższym wzniesieniu Poddębic (skarpa). Punkt, który wyznacza sygnaturka z zegarem, jest także najwyższym punktem miasta, punktem orientacyjnym, ponieważ poddębicką farę widać z każdego miejsca w Poddębicach, a także daleko za granicami miasta. Wraz z rynkiem i pobliskimi ulicami Sienkiewicza, Kilińskiego, Pułaskiego, Wodną, Nadbrzeżną, Łódzką, Kaliską, Narutowicza i Mickiewicza tworzy całość architektoniczno-urbanistyczną.

## Historia

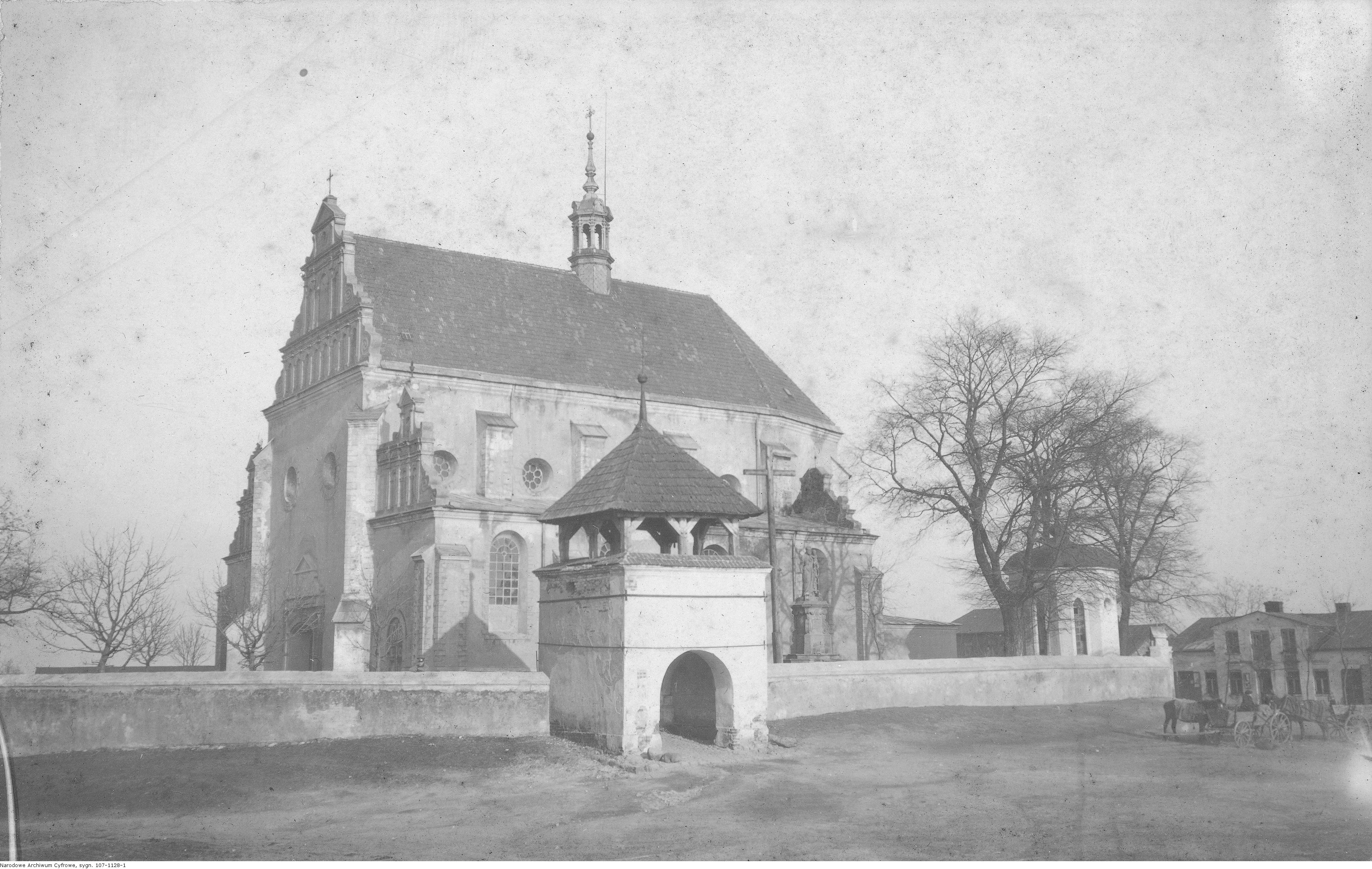
Kościół w 1916 roku

Z najwcześniejszego okresu pochodziła pierwotna świątynia, która została zastąpiona przez obecną. Kościół znajduje się na terenie dawnego grodziska, na który składał się kościół prywatny z drewna, dwór właścicieli Poddębic (Poddębskich, Pomianów, Chebdów) oraz wał ziemno-palisadowy. Wokół rozbudowała się osada chłopsko-rzemieślnicza. Fundatorem parafii był dziekan gnieźnieński – Jan (Jarandus) Chebda, zostawił on zapis na utworzenie altarii przy tym kościele i wykonanie tego polecił krewnym. Sukcesorowie nie śpieszyli się z wykonaniem woli zmarłego i w 1461 roku Jan Odrowąż ze Sprowy – arcybiskup gnieźnieński poświęca ołtarz NMP i św. Katarzyny. Parafia Świętej Katarzyny Dziewicy i Męczennicy erygowana została 21 października 1443 przez arcybiskupa Wincentego Kota. Patronką parafii została dziedziczka Poddębic – Catarina – Katarzyna z Chebdów. Fundatorem kościoła był Zygmunt Grudziński herbu Grzymała – kasztelan kruszwicki, senator, wojewoda rawski, jedne z przywódców rokoszu Zebrzydowskiego i to on rozpoczął budowę pałacu i kościoła w 1610 roku. Powstałemu kościołowi szczególnie patronowała jego żona Barbara Grudzińska z Karsznickich herbu Jastrzębiec, (zm. po 1625 r.). Budowy jednonawowej świątyni na miejscu starego drewnianego kościoła w stylu późnego renesansu według projektu Jerzego Hoffmana rozpoczęto w 1610 roku. Budowy zarówno pałacu, jak i kościoła dokończy ich syn Stefan Grudziński (zm. w 1640 r.) – starosta ujski, pilecki i bolimowski. W 1895 z inicjatywy księdza Wyrzykowskiego, miejscowego proboszcza i dziedzica majątku Poddębice, hrabiego Napoleona Zakrzewskiego, dobudowano nawy boczne, chór, skarbczyk oraz kaplicę Zakrzewskich. W XIX wieku kościół palił się kilkakrotnie: w 1881, 1894 i 1900 roku.
W "Słowniku geograficznym Królestwa Polskiego i innych krajów słowiańskich" można przeczytać: "W początku XVII wieku Poddębice przeszły w ręce Grudzińskich, matka Stefana Grudzińskiego, starosty ujskiego i pilskiego, z domu Karśnicka, podkomorzanka łęczycka, wystawiła w roku 1610 na miejsce starego, drewnianego kościoła, nowy murowany, dotąd trwający..."

## Architektura i wnętrze

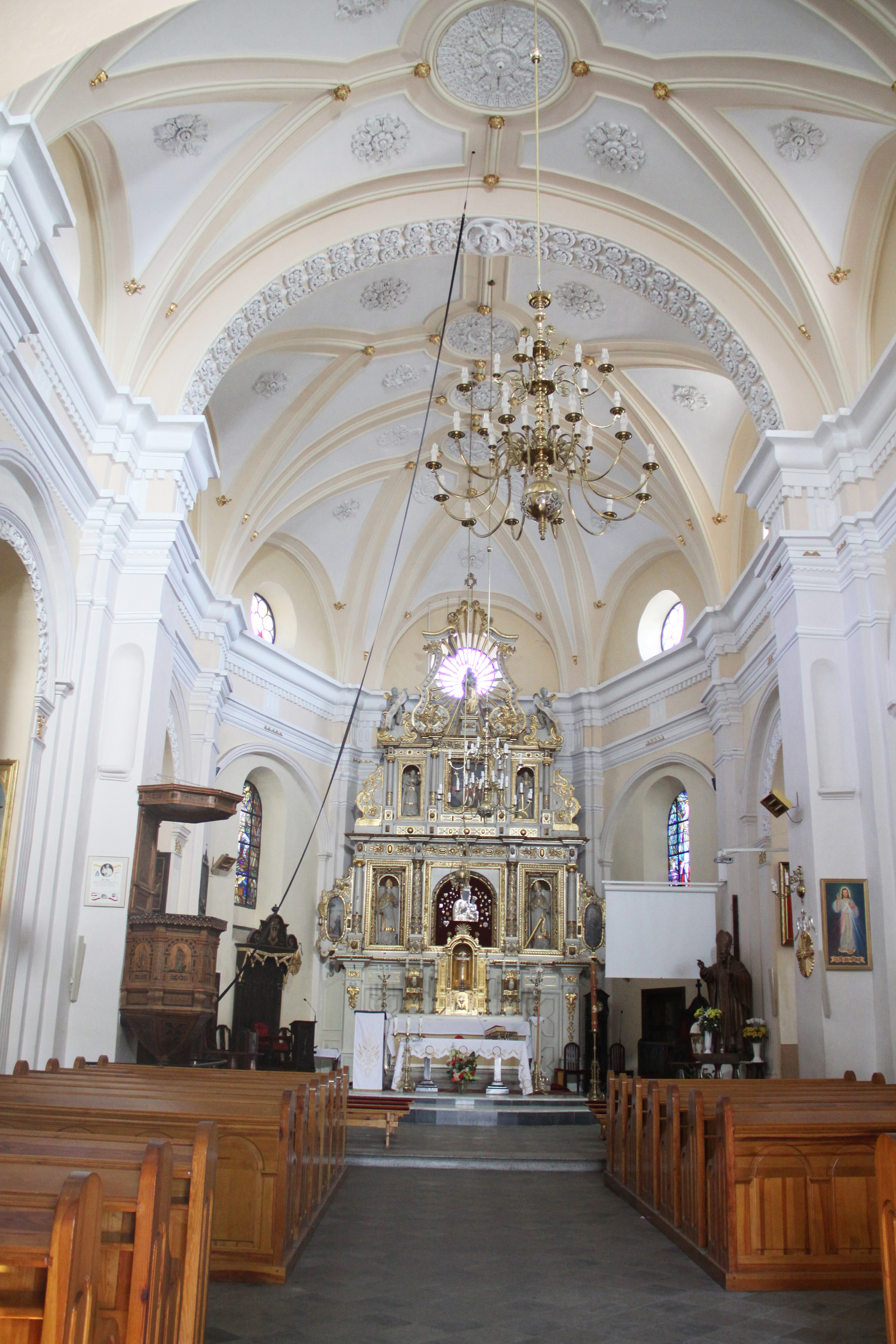
Wnętrze kościoła

Kościół zbudowany został w stylu późnego renesansu. Pierwotnie świątynia była jednonawowa, z wielobocznie zamkniętym prezbiterium. Nawy boczne zostały dobudowane w końcu XIX wieku. Od północy przy prezbiterium znajduje się prostokątna zakrystia, skarbiec i kaplica na planie kwadratu nakryta eliptyczną kopułą. Przy nawie wybudowana została okrągła wieżyczka z klatką schodową na chór i nad sklepienia. Ściany wnętrza rozczłonkowane są pilastrami dźwigającymi belkowanie z wydatnym gzymsem. Sklepienia kolebkowe z lunetami, w prezbiterium zachowały się pierwotne, w nawie były rekonstruowane. Okna są wysokie, zamknięte półkoliście, w tarczach lunet okrągłe. W prezbiterium widoczna jest późnorenesansowa dekoracja stiukowa złożona z cienkich wałków i rozet. W narożnych kartuszach znajdują się monogramy Jezusa i Maryi oraz herby fundatorów: Grzymała, Lubicz, Pomian i Poraj oraz napisem ZSGWR i BSGWR. Oprawa plastyczna jest bardzo bogata. Ołtarz główny pochodzi z pierwszej połowy XVII wieku. Znajdujące się w nim rzeźby świętych mają dużą wartość artystyczną. Trzynawowa świątynia zamknięta jest od strony wschodniej wielobocznym prezbiterium z renesansowym sklepieniem kolebkowym z lunetami. Na dachu kościoła umieszczona jest stylizowana sygnaturka z zegarem.
Do najcenniejszych zabytków należy bogato zdobiony i złocony ołtarz z przełomu XVII i XVIII wieku z rzeźbami świętych: Wojciecha i Stanisława (patronów Rzeczypospolitej), Barbary (patronki fundatorki) i Katarzyny (patronki kościoła) oraz obrazami Bogurodzicy i św. Katarzyny. Na uwagę zwraca reprezentatywna fasada z elementami barokowymi (woluty, spływy) oraz renesansu (attyka). Po prawej stronie XVII-wieczna kaplica z domniemanymi freskami i zabytkowym ołtarzem. Godnym obejrzenia jest również bogato inkrustowana ambona z postaciami czterech ewangelistów i motywami roślinnymi oraz kamienny ołtarz z obrazem Matki Boskiej. Większość rzeźb i obrazów pochodzi z XVII-XIX wieku. Obok kościoła stoi murowana dzwonnica z XVII wieku i kaplica Zakrzewskich.